# Кинг, Джек
Джон Александер (Джек) Кинг (англ. John Alexander (Jack) King; ) — австралийский велогонщик, выступавший на треке. Участник летних Олимпийских игр 1920 года.

## Биография
Джек Кинг родился 6 сентября 1897 года в австралийском городе Рома, Южная Австралия.
Выступал в соревнованиях по велоспорту за клуб «Кангару-Пойнт» из одноимённого пригорода Брисбена. Был победителем множества соревнований в Квинсленде и Австралии.
В 1920 году вошёл в состав сборной Австралии на летних Олимпийских играх в Антверпене. В индивидуальном спринте занял последнее, 3-е место в заезде 1/8 финала, уступив три длины велосипеда победителю Томасу Лэнсу из Великобритании и одну длину велосипеда попавшему в четвертьфинал со 2-го места Бинару из Бельгии. В трековой гонке на 50 км сошёл с дистанции за 4 км до финиша.
Кинг стал первым участником Олимпийских игр из Квинсленда, а также наряду с Джерри Халпином одним из первых австралийских велогонщиков, выступавших на Олимпиаде.
Умер 23 августа 1983 года в австралийском штате Квинсленд.